# Jan Åge Fjørtoft
Jan Åge Fjørtoft (* 10. Januar 1967 in Ålesund) ist ein ehemaliger norwegischer Fußballspieler.

## Karriere

### Vereinskarriere

#### Anfänge in Norwegen, Österreich und England
Fjørtoft begann seine Karriere bei seinem Heimatverein Gursken AK bereits im Kindesalter. 1988 führte Fjørtoft als Leistungsträger seiner Mannschaft und Torschützenkönig der norwegischen Eliteserien den Lillestrøm SK zur norwegischen Vizemeisterschaft und zur UEFA-Pokalteilnahme 1989/90. Bis 1989 spielte er bei norwegischen Vereinen, bevor er 1989 zu Rapid Wien wechselte, wo er bis 1993 blieb. 1989 war er Spieler des Jahres in Österreich und war damit erst der zweite Nicht-Österreicher (nach Jørn Bjerregaard), der diesen Titel gewann. Anschließend spielte der Norweger fünf Jahre lang für verschiedene Klubs in England.

#### Eintracht Frankfurt
Zwischen 1998 und 2001 bestritt Fjørtoft insgesamt 52 Spiele (14 Tore) für Eintracht Frankfurt. Dort avancierte er zum Publikumsliebling, vor allem wegen seiner sympathischen Art und seiner schlagfertigen Kommentare.
Das nach eigener Aussage wichtigste Tor seiner Karriere erzielte der Stürmer am 29. Mai 1999, als er mit seinem Treffer – er verlud den gegnerischen Torwart mit einem Übersteiger direkt vor dem Schuss – zum 5:1-Sieg der Eintracht gegen den 1. FC Kaiserslautern in der letzten Spielminute den Klassenerhalt der Frankfurter sicherte. Konkurrent 1. FC Nürnberg musste damals wegen der weniger geschossenen Tore absteigen.
Ein weiterer Karrierehöhepunkt war der Siegtreffer in der Bundesliga-Saison 2000/01 beim FC Bayern München. Er lupfte damals den Ball aus vollem Lauf über Oliver Kahn ins Tor.

#### Rückkehr nach Norwegen und Karriereende
Im Jahre 2001 kehrte er zurück nach Norwegen zu Stabæk Fotball und beendete 2002 bei Lillestrøm SK seine Karriere.
Insgesamt hat Fjørtoft in 620 Pflichtspielen in vier verschiedenen Ländern 307 Tore geschossen.

### Nationalmannschaftskarriere
Fjørtoft absolvierte insgesamt 71 Länderspiele für Norwegen und schoss dabei 20 Tore. Unter anderem nahm er an der Fußball-Weltmeisterschaft 1994 in den USA teil. Sein letztes Länderspiel absolvierte er 1997 gegen Georgien. 15 Spiele war er Kapitän für Norwegen.

### Weitere Karriere
Fjørtoft bekleidete bis Ende 2008 den Managerposten bei Lillestrøm SK, dem Verein, bei dem er seine Karriere als aktiver Fußballer beendet hatte.
Er leitete die Sportsendungen bei Viasat, Norwegen mit Spielen der Champions League, Europa League, norwegische Länderspiele und FA-Cup England.
Fjørtoft ist auch Vorsitzender der Stiftung „MTG United for Peace“, welche in 33 Ländern tätig ist und Partnerschaften mit dem Nobel-Friedenszentrum und dem Roten Kreuz hat. Fjørtoft betreibt außerdem eine eigene Firma, die sich mit Kommunikationsstrategien befasst. Seit 2011 ist er Teil des Fußballexpertenteams beim Pay-TV-Sender Sky.
Seit März 2014 ist er Teammanager der Norwegischen Nationalmannschaft.
Seit Beginn der Champions-League-Saison im September 2021 kommentiert Fjørtoft als Experte die Spiele für den österreichischen Privatfernsehsender ServusTV.

## Privates
Jan Åge Fjørtoft ist verheiratet und hat drei Kinder. Zurzeit lebt er in Norwegen. Sein ältester Sohn Markus (* 1994) spielte als Profi in Norwegen für Bærum SK, bevor er im August 2014 zum Studieren an die Duke University ging. Dort spielte er für das Fußballteam der Universität, die Duke Blue Devils. Ab 2018 spielte er in der ersten und zweiten Liga in Schottland für Hamilton Academical, Greenock Morton und Ayr United.

## Zitate
„Jörg Berger ist so ein guter Trainer, der hätte auch die Titanic gerettet.“ (nach dem Klassenerhalt 1999)
„Ob Felix Magath die Titanic gerettet hätte, weiß ich nicht. Aber die Überlebenden wären topfit gewesen.“ (nach dem Klassenerhalt 2000)
„Der Trainer hatte nach den ganzen Ausfällen im Angriff nur noch die Wahl zwischen mir und dem Busfahrer. Da der Busfahrer seine Schuhe nicht dabei hatte, habe ich gespielt.“
„Ich halte nix von Sex vor dem Spiel, besonders weil ich mir das Zimmer mit Salou teile.“
„Eines möchte ich noch kurz anfügen. Auf der Homepage meines Kollegen Thomas Sobotzik habe ich gelesen, dass ich seinem Sohn so ähnlich sehe. Mit Frau Sobotzik habe ich aber schmunzelnd ausgemacht, dass an dieser Geschichte nichts dran ist.“
„In einer Mannschaft möchte ich die Handschrift des Trainers sehen. Bei Robin Dutt sieht es aus, als könnte er nicht schreiben.“
„Das einzige, was Guardiola mit den Bayern noch gewinnen kann, ist der Eurovision Song Contest.“